# Arabia
Arabia (también conocida como península arábiga) es una península ubicada en la confluencia de África y Asia, entre el golfo Pérsico, el mar Arábigo, el golfo de Adén y el mar Rojo. Pertenece en su totalidad a la región de Oriente Próximo y es considerada como la península más grande del mundo.
La península arábiga se formó como resultado de la escisión del Mar Rojo hace entre 56 y 23 millones de años, y limita con el Mar Rojo al oeste y suroeste, el Golfo Pérsico y el Golfo de Omán al noreste, el  Levante y Mesopotamia al norte y el Mar Arábigo y el Océano Índico al sureste. Geográficamente, la península arábiga incluye Baréin, Kuwait, Omán, Catar, Arabia Saudí, los Emiratos Árabes Unidos (EAU), Yemen, así como el suroeste de Irak y el sureste de Jordania. El mayor de ellos es Arabia Saudí. En la Antigüedad clásica, las partes meridionales de las actuales Siria, Jordania y la Península del Sinaí también se consideraban partes de Arabia dentro de la provincia romana de Arabia Pétrea.

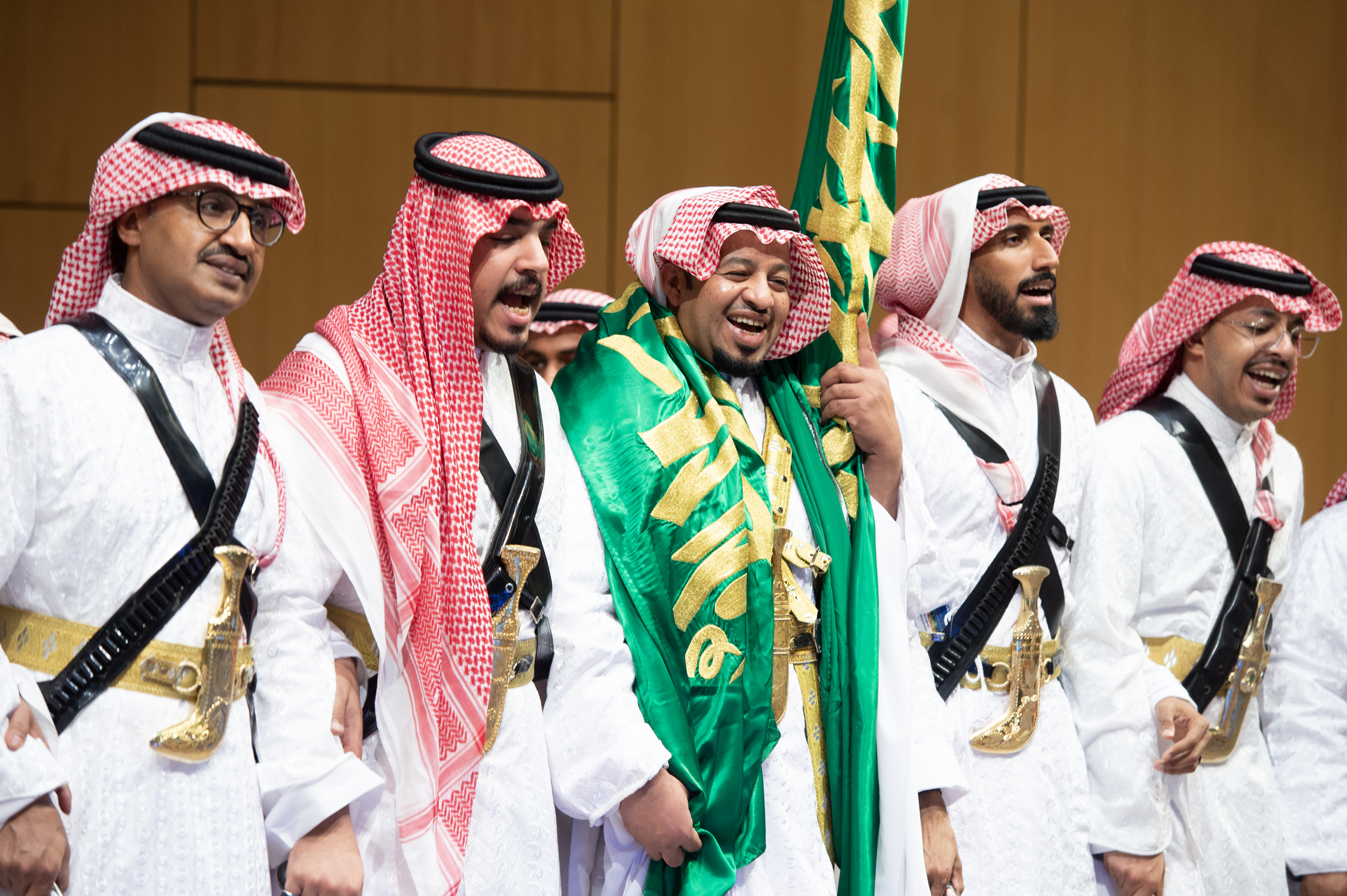
Exposición cultural de la Casa de Saúd organizado por el OMPI en 2023.

La península desempeña un papel geopolítico crítico en el mundo árabe y a escala mundial debido a sus vastas reservas de petróleo y gas natural. Antes de la era moderna, la región estaba dividida principalmente en cuatro regiones distintas: la Meseta Central (Néyed y Al-Yamama), Arabia Meridional (Yemen, Hadhramaut y Omán), Al-Bahrain (Arabia Oriental u Al-Hassa), y el Hiyaz (Tihamah para la costa occidental), según la descripción de Ibn al-Faqih.

## Etimología

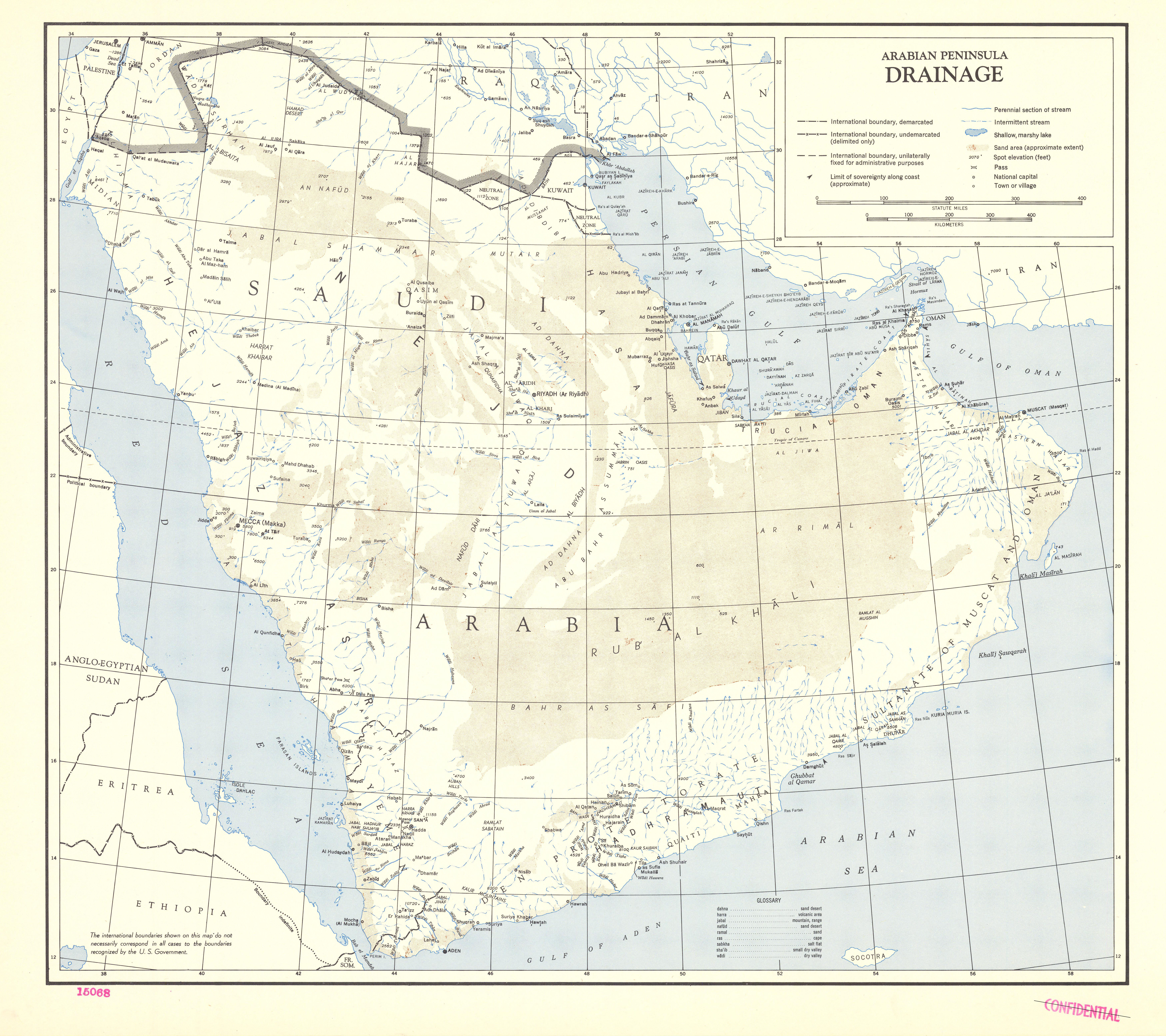
Mapa de la península en 1949.

Durante el período helenístico, la zona era conocida como Arabia o Aravia (en griego: Αραβία). Los romanos denominaron tres regiones como Arabia, abarcando un área mayor que el actual término Península Arábiga:
- Arabia Petraea («Arabia Pétrea»[7]): para la zona que hoy es el sur de la actual Siria, Jordania, la Península del Sinaí y el noroeste de Arabia Saudí. Fue la única que se convirtió en provincia, con Petra como capital.
- Arabia Deserta («Arabia desértica»): significaba el interior desértico de la península arábiga. Como nombre de la región, siguió siendo popular en los siglos XIX y XX, y se utilizó en la obra de Charles M. Doughty Travels in Arabia Deserta (1888).
- Arabia Felix («Arabia Afortunada»): fue utilizado por los geógrafos para describir lo que hoy es Yemen, que goza de más precipitaciones, es mucho más verde que el resto de la península y ha disfrutado durante mucho tiempo de campos mucho más productivos.

Los habitantes árabes utilizaban una división norte-sur de Arabia: Al Sham-Al Yaman, o Arabia Deserta-Arabia Felix. Arabia Felix se utilizaba originalmente para toda la península, y en otras épocas sólo para la región meridional. Como su uso se limitó al sur, toda la península pasó a llamarse simplemente Arabia. Arabia Deserta era toda la región desértica que se extendía hacia el norte desde Arabia Felix hasta Palmira y el Éufrates, incluyendo toda la zona entre Pelusium en el Nilo y Babilonia. Esta zona también se llamaba Arabia y no se distinguía claramente de la península.
Los árabes y el Imperio Otomano consideraban el oeste de la península arábiga región donde vivían los árabes «la tierra de los árabes» - Bilad al-'Arab' (Arabia), y sus principales divisiones eran el bilad al-Sham (Levante), bilad al-Yaman (Yemen), y Bilad al-'Iraq' (Iraq). Los otomanos utilizaron el término Arabistán en un sentido amplio para la región que comenzaba en Cilicia, donde el río Éufrates desciende hacia Siria, a través de Palestina, y por el resto de las penínsulas del Sinaí y de Arabia.
Las provincias de Arabia eran: Al Tih, la península del Sinaí, Hedjaz, Asir, Yemen, Hadramaut, Mahra y Shilu, Omán, Hasa, Bahrain, Dahna, Nufud, el Hammad, que incluía los desiertos de Siria, Mesopotamia y Babilonia.

## Geografía y clima

Mapa topográfico de la península.

Es una región mayoritariamente atravesada por el trópico de Cáncer y de clima desértico, donde destaca el inhóspito Rub al-Jali y el desierto de An-Nafud (en el centro de la planicie de Nechd).
El sur y el este integran una región donde las altas montañas aprovechan las lluvias de los monzones: Yemen y Omán poseen una agricultura desarrollada.
Desde la perspectiva geológica, lo más apropiado sería llamarlo «subcontinente arábigo», puesto que ocupa una placa tectónica propia, la placa arábiga. No obstante, esta denominación no suele usarse en español. Habitualmente, se dice que su importancia se relaciona con el hecho de que es el cruce de los tres continentes del Viejo Mundo, que son Europa (por el norte), África (por el oeste) y Asia (por el este), además de tener acceso al mar Mediterráneo.

### Límites políticos

Naciones en la península arábiga.

Los países constituyentes de la Península son (en el sentido de las agujas del reloj, de norte a sur) Kuwait, Catar y los Emiratos Árabes Unidos (EAU) al este, Omán al sureste, Yemen al sur y Arabia Saudí en el centro. El país insular Baréin se encuentra justo al lado de la costa oriental de la península. Debido a la jurisdicción de Yemen sobre el archipiélago de Socotra, el entorno geopolítico de la península se completa con el canal Guardafui y el mar de Somalia al sur.
Los seis países de Baréin, Kuwait, Omán, Catar, Arabia Saudí y los EAU integran el Consejo de Cooperación del Golfo (CCG).
El Reino de Arabia Saudita ocupa la mayor parte de la península. La mayoría de la población de la Península vive en Arabia Saudita y Yemen. La Península contiene las mayores reservas de petróleo del mundo. Arabia Saudí y los EAU son los más ricos económicamente de la región. Catar, el único país peninsular del Golfo Pérsico en la península más grande, es la sede de la cadena de televisión en árabe Al Jazeera y de su filial en inglés Al Jazeera English. Kuwait, en la frontera con Irak, es un país importante desde el punto de vista estratégico, ya que constituyó uno de los principales puntos de reunión de las fuerzas de la coalición que montaron la invasión de Irak dirigida por Estados Unidos en 2003.

### Población

#### Evolución de la población
| Año  | Población  | Variación (%) |
| ---- | ---------- | ------------- |
| 1950 | 9,481,713  | -             |
| 1960 | 11,788,232 | +24.3%        |
| 1970 | 15,319,678 | +30.0%        |
| 1980 | 23,286,256 | +52.0%        |
| 1990 | 35,167,708 | +51.0%        |
| 2000 | 47,466,523 | +35.0%        |
| 2010 | 63,364,000 | +33.5%        |
| 2014 | 77,584,000 | +22.4%        |
| 2018 | 86,221,765 | +11.1%        |

Fuentes: 1950–2000
2000–2014
Aunque históricamente ha estado poco poblada, Arabia política se caracteriza por una elevada tasa de crecimiento de la población, como resultado tanto de la fuerte afluencia de mano de obra inmigrante como de las elevadas tasas de natalidad sostenidas. La población tiende a ser relativamente joven y con una proporción de género muy sesgada, dominada por los hombres. En muchos estados, el número de sudasiáticos supera al de la ciudadanía local. Los cuatro estados más pequeños (por superficie), que tienen toda su costa en el Golfo Pérsico, presentan el crecimiento demográfico más extremo del mundo, triplicándose aproximadamente cada 20 años. En 2014, la población estimada de la península arábiga era de 77.983.936 habitantes (incluyendo a los expatriados). La península arábiga es conocida por tener una de las proporciones de adultos más desiguales del mundo, ya que en algunas regiones (especialmente en el este) las mujeres constituyen sólo una cuarta parte de las personas de entre 20 y 30, y 30 y 40 años de edad.

### Ciudades
Las diez ciudades más pobladas de la península arábiga son:
| Posición | País                   | Ciudad           | Población |
| -------- | ---------------------- | ---------------- | --------- |
| 1        | Arabia Saudita         | Riad             | 7.538.200 |
| 2        | Arabia Saudita         | Yeda             | 4.780.740 |
| 3        | Kuwait                 | Ciudad de Kuwait | 3.238.523 |
| 4        | Yemen                  | Saná             | 3.181.655 |
| 5        | Emiratos Árabes Unidos | Dubái            | 2.964.382 |
| 6        | Arabia Saudita         | La Meca          | 2.114.675 |
| 7        | Emiratos Árabes Unidos | Sharjah          | 1.785.684 |
| 8        | Omán                   | Mascate          | 1.622.620 |
| 9        | Arabia Saudita         | Medina           | 1.545.420 |
| 10       | Emiratos Árabes Unidos | Abu Dabi         | 1.539.830 |

Fuente: 2022

### Paisaje
Desde el punto de vista geológico, el nombre más apropiado para esta región es el de subcontinente árabe, ya que se encuentra sobre una placa tectónica propia, la Placa Arábiga, que se ha ido desplazando gradualmente desde el resto de África (formando el Mar Rojo) hacia el norte, en dirección a Asia, hacia la Placa Euroasiática (formando los Montes Zagros). Las rocas expuestas varían sistemáticamente a través de Arabia, con las rocas más antiguas expuestas en el Escudo árabe-nubio cerca del Mar Rojo, superpuestas por sedimentos anteriores que se vuelven más jóvenes hacia el Golfo Pérsico. En las montañas de los EAU y el norte de Omán se encuentra la ofiolita mejor conservada de la Tierra, la ofiolita de Semail.
La península está formada por:
1. Una meseta central, el Najd, con fértiles valles y pastos utilizados para el pastoreo de ovejas y otro ganado.
2. Una serie de desiertos: el Desierto de An-Nafud en el norte,[22] que es pedregoso; el Rub' al Khali o Gran Desierto de Arabia en el sur, con arena que se calcula que se extiende 600 pies (182,9 m) por debajo de la superficie; entre ambos, el Desierto de Ad-Dahna Montañas.[23][24][25]
3. Tramos de costa seca o pantanosa con arrecifes de coral en el lado del Mar Rojo (Tihama).
4. Oasis y costas pantanosas en Arabia Oriental, entre los que destacan los de Al Ain (Oasis de Buraimi en Emiratos Árabes Unidos y Omán) y Al-Hasa (en Arabia Saudí), según un autor.[25]
5. Costa tropical monzónica en Dhofar y Al-Mahra (conocida como Khareef en la península arábiga).

## Economía
La región fue tradicionalmente habitada por pueblos nómadas, debido a que la escasez de agua y la aridez del suelo la transforman en un lugar inhóspito para la agricultura. Durante muchos años, la mayor parte de los países que la conformaron estuvieron atrasados en los ámbitos de la tecnología y el desarrollo socioeconómico. En el siglo XX, el hallazgo de enormes reservas de petróleo en la península permitió a los países fomentar un importante desarrollo económico, y sus casas reales se encuentran entre las más ricas del mundo.
Más allá del crecimiento debido a la exportación del petróleo, la inestabilidad política de la región y el todavía incipiente desarrollo de las áreas económicas no relacionadas con la explotación de hidrocarburos hacen peligrar el futuro de la región cuando las reservas comiencen a agotarse.
A pesar de los avances producto del petróleo, hoy en día los beduinos continúan llevando su vida errante, aunque en muchos casos han reemplazado los camellos por vehículos con motor y muchos miembros, que ven peligrar el futuro de esta forma de vida, han emigrado a las ciudades. Incluso, desde el propio Gobierno saudita se ha tratado de incentivar a estos grupos para que se asienten en alguna urbanización.

## Religión
Medina y La Meca, las dos ciudades sagradas del islam, están ubicadas ambas en la península. Los musulmanes deben peregrinar a La Meca al menos una vez en su vida, por lo cual cada año llegan cientos de miles de musulmanes de todo el mundo a visitar la ciudad.